# Christian-Gonthier II de Schwarzbourg-Sondershausen-Arnstadt
Christian-Gonthier II, comte de Schwarzbourg-Sondershausen-Arnstadt (1er avril 1616 – 10 septembre 1666) est comte de Schwarzbourg-Sondershausen. De 1642 jusqu'à sa mort, il règne sur une partie du comté autour de son lieu de résidence à Arnstadt.

## Biographie
Le comte Christian-Gonthier II est le fils du comte Christian-Gonthier de Schwarzbourg-Sondershausen (1578-1642), et son épouse, la comtesse Anne Sibille (1584-1623), la fille du comte Albert VII de Schwarzbourg-Rudolstadt.
Après la mort de son père en 1642, il règne en commun avec ses frères Antoine-Günther Ier de Schwarzbourg-Sondershausen et Louis Günther II de Schwarzbourg-Ebeleben, puis, par recès en 1651, les trois frères partagent les territoires de leur père et de leur oncle (Gonthier XLII mort en 1643), hormis le bailliage de Gehren qui demeure en indivision aux trois frères. Christian-Gonthier II reçoit toute la partie supérieure du Schwarzbourg-Sondershausen avec sa résidence de Arnstadt.

## Mariage et descendance
Le 28 février 1645, Christian-Gonthier II épouse Sophie Dorothée (1624-1685), fille du comte George de Mörsburg et Beffort. 
Ils ont les enfants suivants :
- Sibylle-Juliane (1646-1698), épouse en 1668 le comte Henri Ier de Reuss-Obergreiz (1627-1681) ;
- Sophie-Dorothée (1647-1708), épouse en 1672 Ernest de Stolberg-Ilsenbourg (1650-1710) ;
- Claire-Sabine (1648-1698), célibataire ;
- Christine-Élisabeth (1651-1670), célibataire ;
- Catherine-Éléonore (1653-1685), célibataire ;
- Jean-Gonthier IV (1654-1669), son successeur, mort célibataire et sans enfants.